# Barleria gueinzii
Barleria gueinzii là một loài thực vật có hoa trong họ Ô rô. Loài này được Sond. mô tả khoa học đầu tiên năm 1850.